# Maroš Kolpak

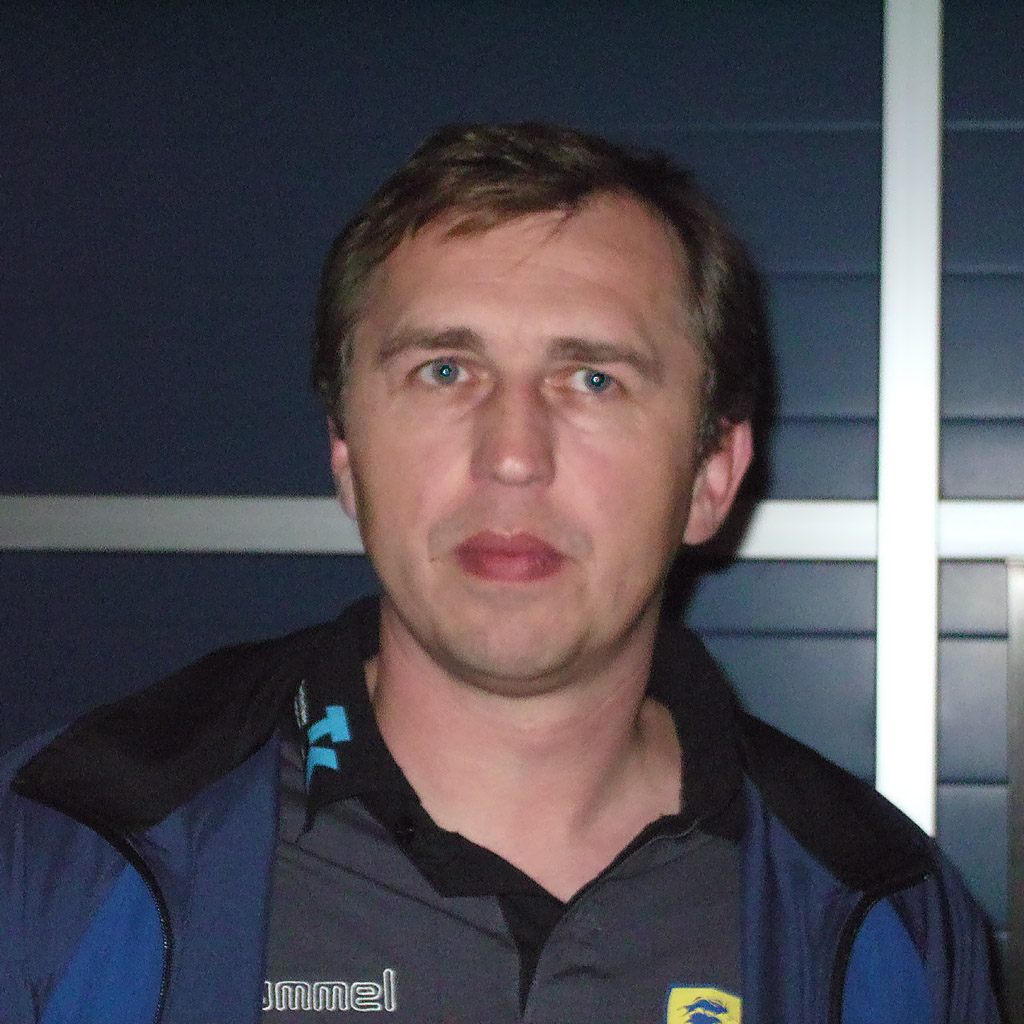
Maroš Kolpak am 25. Oktober 2008

Maroš Kolpak (* 23. März 1971 in Prešov, Tschechoslowakei) ist ein ehemaliger slowakischer Handballtorwart.

## Karriere
Der 1,90 m große Kolpak bestritt für die Slowakei 71 Länderspiele.
Mit dem Handballspiel begann er im Alter von 10 Jahren. Zunächst auf der Position Rückraum Mitte. Nach dem ersten Pflichtspiel wechselte er auf Anraten seines Bruders Stanislav ins Tor. Im März 1997 nahm ihn der damalige deutsche Zweitligist TSV Baden Östringen unter Vertrag, der später Teil der SG Kronau/Östringen wurde. Aufgrund eines Streites um seine Einordnung als mengenbeschränkter Drittlandsangehörigem im Rahmen der Ausländerbeschränkung führte er einen Rechtsstreit mit dem Deutschen Handballbund, der nach für ihn siegreicher erster Instanz vom Oberlandesgericht Hamm Ende 2000 zur Vorabentscheidung dem Europäischen Gerichtshof vorgelegt wurde.
In der darauf ergehenden Kolpak-Entscheidung dehnte das Gericht die Bosman-Entscheidung auf assoziierte Drittstaaten – wie Kolpaks Heimat Slowakei zum damaligen Zeitpunkt – aus. Im Vereinigten Königreich werden die wegen dieses Urteils nicht mehr von Ausländerbeschränkungen betroffenen Spieler im Cricket und dem Rugby Kolpaks genannt.
Ein im Januar 2003 erlittener Kreuzbandriss war eine der Ursachen, warum die SG Kronau/Östringen ein Jahr nach ihrem Aufstieg wieder in die 2. Handball-Bundesliga abstieg. Zum Ende der Saison 2006/2007 beendete er sein Engagement in der Handball-Bundesliga. Er war anschließend Torwart-Trainer der Rhein-Neckar Löwen, hatte aber noch eine Spielberechtigung beim SVH Kassel (Oberliga). Mit dieser Mannschaft, an deren Training er nicht teilnahm, gelang ihm 2008 der Aufstieg in die Regionalliga. In der Saison 2008/09 spielte Kolpak als „Stand-by-Torwart“ wieder bei den Rhein-Neckar Löwen.
Seit 2014 ist er Torwarttrainer bei HT Tatran Prešov.

## Vereine
- Tatran Prešov
- Dukla Prag
- VSŽ Košice
- TSV Baden Östringen 1997–2007 (nach der Fusion SG Kronau/Östringen, jetzt Rhein-Neckar Löwen)
- SVH Kassel (Oberliga Hessen) 2007–2008
- Rhein-Neckar Löwen 2008-
- ASV Hamm 2010

## Erfolge
- Slowakischer Meister 1997
- DHB-Pokalfinalist 2006, 2007
- Aufstieg in die Handball-Bundesliga 2003, 2005.
- „Bester Torwart“ im Final Four 2006
- Slowakischer Handballer des Jahres: 1996, 1997[4]